# Mergoscia
Mergoscia é uma comuna da Suíça, no Cantão Tessino, com cerca de 185 habitantes. Estende-se por uma área de 12,2 km², de densidade populacional de 15 hab/km². Confina com as seguintes comunas: Avegno, Brione sopra Minusio, Corippo, Gordevio, Gordola, Tenero-Contra, Vogorno.
A língua oficial nesta comuna é o Italiano.